# Natație la Jocurile Olimpice de vară din 2016
Probele sportive de natație la Jocurile Olimpice de vară din 2016 s-au desfășurat între 6 și 13 august 2016 pe Stadionul Acvatic Olimpic din cartierul Barra da Tijuca de la Rio de Janeiro. Cele două probe de maraton (10 km) au avut loc în aer liber pe Fortul Copacabana. Cele 34 de probe sportive sunt împărțite între 17 feminine și 17 masculine.

## Probe sportive
Următoarele probe sportive s-au desfășurat:
- Stil liber : 50 m, 100 m, 200 m, 400 m, 800 m (feminin), 1500 m (masculin)
- Spate : 100 m, 200 m
- Bras : 100 m, 200 m
- Fluture : 100 m, 200 m
- Individual : 200 m, 400 m
- Ștafetă : 4×100 m liber, 4×200 m liber; 4×100 m mixt
- Maraton: 10 km

## Rezultate

### Masculin
| Probă sportivă | Aur | Aur        | Argint | Argint      | Bronz | Bronz                                          |  |  |  |  |  |  |  |
| 50 m liber | Anthony Ervin · Statele Unite ale Americii (USA) | 21,40      | Florent Manaudou · Franța (FRA) | 21,41       | Nathan Adrian · Statele Unite ale Americii (USA)                                                                                      | 21,49                                          |  |  |  |  |  |  |  |
| 100 m liber | Kyle Chalmers · Australia (AUS) | 47,58      | Pieter Timmers · Belgia (BEL) | 47,80 RN    | Nathan Adrian · Statele Unite ale Americii (USA)                                                                                      | 47,85                                          |  |  |  |  |  |  |  |
| 200 m liber | Sun Yang · China (CHN) | 1:44,65    | Chad le Clos · Africa de Sud (RSA) | 1:45,20 RA  | Conor Dwyer · Statele Unite ale Americii (USA)                                                                                        | 1:45,23                                        |  |  |  |  |  |  |  |
| 400 m liber | Mack Horton · Australia (AUS) | 3:41,55    | Sun Yang · China (CHN) | 3:41,68     | Gabriele Detti · Italia (ITA) | 3:43,69                                        |  |  |  |  |  |  |  |
| 1500 m liber | Gregorio Paltrinieri · Italia (ITA) | 14:34,57   | Connor Jaeger · Statele Unite ale Americii (USA) | 14:39,48 RA | Gabriele Detti · Italia (ITA) | 14:40,86                                       |  |  |  |  |  |  |  |
| | |            | |             | |                                                |  |  |  |  |  |  |  |
| 100 m spate | Ryan Murphy · Statele Unite ale Americii (USA) | 51,97 RO   | Xu Jiayu · China (CHN) | 52,31       | David Plummer · Statele Unite ale Americii (USA)                                                                                      | 52,40                                          |  |  |  |  |  |  |  |
| 200 m spate | Ryan Murphy · Statele Unite ale Americii (USA) | 1:53,62    | Mitch Larkin · Australia (AUS) | 1:53,96     | Evgeny Rylov · Rusia (RUS) | 1:53,97 RE                                     |  |  |  |  |  |  |  |
| | |            | |             | |                                                |  |  |  |  |  |  |  |
| 100 m bras | Adam Peaty · Marea Britanie (GBR) | 57,13 RM   | Cameron van der Burgh · Africa de Sud (RSA) | 58,69       | Cody Miller · Statele Unite ale Americii (USA)                                                                                        | 58,87 RA                                       |  |  |  |  |  |  |  |
| 200 m bras | Dmitriy Balandin · Kazahstan (KAZ) | 2:07,46 RN | Josh Prenot · Statele Unite ale Americii (USA) | 2:07,53     | Anton Chupkov · Rusia (RUS) | 2:07,70 RN                                     |  |  |  |  |  |  |  |
| | |            | |             | |                                                |  |  |  |  |  |  |  |
| 100 m fluture | Joseph Schooling · Singapore (SIN) | 50,39 RO   | Michael Phelps · Statele Unite ale Americii (USA) Chad le Clos · Africa de Sud (RSA) László Cseh · Ungaria (HUN)                                          | 51,14       | Neacordat (egalitate pentru medalia de argint)                                                                                        | Neacordat (egalitate pentru medalia de argint) |  |  |  |  |  |  |  |
| 200 m fluture | Michael Phelps · Statele Unite ale Americii (USA) | 1:53,36    | Masato Sakai · Japonia (JPN) | 1:53,40     | Tamás Kenderesi · Ungaria (HUN) | 1:53,62                                        |  |  |  |  |  |  |  |
| | |            | |             | |                                                |  |  |  |  |  |  |  |
| 200 m mixt | Michael Phelps · Statele Unite ale Americii (USA) | 1:54,66    | Kosuke Hagino · Japonia (JPN) | 1:56,61     | Wang Shun · China (CHN) | 1:57,05                                        |  |  |  |  |  |  |  |
| 400 m mixt | Kosuke Hagino · Japonia (JPN) | 4:06,05    | Chase Kalisz · Statele Unite ale Americii (USA) | 4:06,75     | Daiya Seto · Japonia (JPN) | 4:09,71                                        |  |  |  |  |  |  |  |
| | |            | |             | |                                                |  |  |  |  |  |  |  |
| 4×100 m liber | Statele Unite ale Americii (USA) · Caeleb Dressel (48,10) · Michael Phelps (47,12) · Ryan Held (47,73) · Nathan Adrian (46,97) · Jimmy Feigen[a] · Blake Pieroni[a] · Anthony Ervin[a]                     | 3:09,92    | Franța (FRA) · Mehdy Metella (48,08) · Fabien Gilot (48,20) · Florent Manaudou (47,14) · Jérémy Stravius (47,11) · Clément Mignon[a] · William Meynard[a] | 3:10,53     | Australia (AUS) · James Roberts (48,88) · Kyle Chalmers (47,38) · James Magnussen (48,11) · Cameron McEvoy (47,00) · Matthew Abood[a] | 3:11,37                                        |  |  |  |  |  |  |  |
| 4×200 m liber | Statele Unite ale Americii (USA) · Conor Dwyer (1:45,23) · Townley Haas (1:44,14) · Ryan Lochte (1:46,03) · Michael Phelps (1:45,26) · Clark Smith[a] · Jack Conger[a] · Gunnar Bentz[a]                   | 7:00,66    | Marea Britanie (GBR) · Stephen Milne (1:46,97) · Duncan Scott (1:45,05) · Daniel Wallace (1:46,26) · James Guy (1:44,85) · Robbie Renwick[a]              | 7:03,13 RN  | Japonia (JPN) · Kosuke Hagino (1:45,34) · Naito Ehara (1:46,11) · Yuki Kobori (1:45,71) · Takeshi Matsuda (1:46,34)                   | 7:03,50                                        |  |  |  |  |  |  |  |
| 4×100 m mixt | Statele Unite ale Americii (USA) · Ryan Murphy (51,85 RO) · Cody Miller (59,03) · Michael Phelps (50,33) · Nathan Adrian (46,74) · David Plummer[a] · Kevin Cordes[a] · Tom Shields[a] · Caeleb Dressel[a] | 3:27,95 RO | Marea Britanie (GBR) · Chris Walker-Hebborn (53,68) · Adam Peaty (56,59) · James Guy (51,35) · Duncan Scott (47,62)                                       | 3:29,24 RN  | Australia (AUS) · Mitch Larkin (53,19) · Jake Packard (58,84) · David Morgan (51,18) · Kyle Chalmers (46,72) · Cameron McEvoy[a]      | 3:29,93                                        |  |  |  |  |  |  |  |
| 10 km maraton | Ferry Weertman · Olanda (NED) | 1:52:59,8  | Spyridon Gianniotis · Grecia (GRE) | 1:52:59,8   | Marc-Antoine Olivier · Franța (FRA)                                                                                                   | 1:53:02,0                                      |  |  |  |  |  |  |  |
| RA Record african \| AM Record american \| AS Record asiatic \| RE Record european \| OC Record oceanic \| RO Record olimpic \| RM Record mondial RN Record național\| SA Record sud-american | |            | |             | |                                                |  |  |  |  |  |  |  |

a Înotători care au participat doar în serii și au primit medalii.

### Feminin
| Probă sportivă | Aur | Aur        | Argint | Argint                                      | Bronz | Bronz      |
| 50 m liber | Pernille Blume · Danemarca (DEN) | 24,07 RN   | Simone Manuel · Statele Unite ale Americii (USA) | 24,09                                       | Aliaksandra Herasimenia · Belarus (BLR) | 24,11 RN   |
| 100 m liber | Simone Manuel · Statele Unite ale Americii (USA) Penny Oleksiak · Canada (CAN) | 52,70 RO   | Neacordat (egalitate pentru medalia de aur) | Neacordat (egalitate pentru medalia de aur) | Sarah Sjöström · Suedia (SWE) | 52,99      |
| 200 m liber | Katie Ledecky · Statele Unite ale Americii (USA) | 1:53,73    | Sarah Sjöström · Suedia (SWE) | 1:54,08 RN                                  | Emma McKeon · Australia (AUS) | 1:54,92    |
| 400 m liber | Katie Ledecky · Statele Unite ale Americii (USA) | 3:56,46 RM | Jazmin Carlin · Marea Britanie (GBR) | 4:01,23                                     | Leah Smith · Statele Unite ale Americii (USA) | 4:01,92    |
| 800 m liber | Katie Ledecky · Statele Unite ale Americii (USA) | 8:04,79 RM | Jazmin Carlin · Marea Britanie (GBR) | 8:16,17                                     | Boglárka Kapás · Ungaria (HUN) | 8:16,37 RN |
| | |            | |                                             | |            |
| 100 m spate | Katinka Hosszú · Ungaria (HUN) | 58,45      | Kathleen Baker · Statele Unite ale Americii (USA) | 58,75                                       | Kylie Masse · Canada (CAN) · Fu Yuanhui · China (CHN) | 58,76      |
| 200 m spate | Maya DiRado · Statele Unite ale Americii (USA) | 2:05,99    | Katinka Hosszú · Ungaria (HUN) | 2:06,05                                     | Hilary Caldwell · Canada (CAN) | 2:07,54    |
| | |            | |                                             | |            |
| 100 m bras | Lilly King · Statele Unite ale Americii (USA) | 1:04,93 RO | Iulia Efimova · Rusia (RUS) | 1:05,50                                     | Katie Meili · Statele Unite ale Americii (USA) | 1:05,69    |
| 200 m bras | Lilly King · Statele Unite ale Americii (USA) | 1:04,93 RO | Iulia Efimova · Rusia (RUS) | 1:05,50                                     | Katie Meili · Statele Unite ale Americii (USA) | 1:05,69    |
| | |            | |                                             | |            |
| 100 m fluture | Sarah Sjöström · Suedia (SWE) | 55,48 RM   | Penny Oleksiak · Canada (CAN) | 56,46                                       | Dana Vollmer · Statele Unite ale Americii (USA) | 56,63      |
| 200 m fluture | Mireia Belmonte García · Spania (ESP) | 2,04,85    | Madeline Groves · Australia (AUS) | 2,04,88                                     | Natsumi Hoshi · Japonia (JPN) | 2,05,20    |
| | |            | |                                             | |            |
| 200 m mixt | Katinka Hosszú · Ungaria (HUN) | 2:06,58 RO | Siobhan-Marie O'Connor · Marea Britanie (GBR) | 2:06,88 RN                                  | Maya DiRado · Statele Unite ale Americii (USA) | 2:08,79    |
| 400 m mixt | Katinka Hosszú · Ungaria (HUN) | 4:26,36 RM | Maya DiRado · Statele Unite ale Americii (USA) | 4:31,15                                     | Mireia Belmonte García · Spania (ESP) | 4:32,39    |
| | |            | |                                             | |            |
| 4×100 m liber | Australia (AUS) · Emma McKeon (53,41) · Brittany Elmslie (53,12) · Bronte Campbell (52,15) · Cate Campbell (51,97) · Madison Wilson[b]                                                                      | 3:30,65 RM | Statele Unite ale Americii (USA) · Simone Manuel (53,36) · Abbey Weitzeil (52,56) · Dana Vollmer (53,18) · Katie Ledecky (52,79) · Amanda Weir[b] · Lia Neal[b] · Allison Schmitt[b] | 3:31,89 RA                                  | Canada (CAN) · Sandrine Mainville (53,86) · Chantal Van Landeghem (53,12) · Taylor Ruck (53,19) · Penny Oleksiak (52,72) · Michelle Williams[b]                | 3:32,89 RN |
| 4×200 m liber | Statele Unite ale Americii (USA) · Allison Schmitt (1:56,21) · Leah Smith (1:56,69) · Maya DiRado (1:56,39) · Katie Ledecky (1:53,74) · Missy Franklin[b] · Melanie Margalis[b] · Cierra Runge[b]           | 7:43,03    | Australia (AUS) · Leah Neale (1:57,95) · Emma McKeon (1:54,64) · Bronte Barratt (1:55,81) · Tamsin Cook (1:56,47) · Jessica Ashwood[b]                                               | 7:44,87                                     | Canada (CAN) · Katerine Savard (1:57,91) · Taylor Ruck (1:56,18) · Brittany MacLean (1:56,36) · Penny Oleksiak (1:54,94) · Kennedy Goss[b] · Emily Overholt[b] | 7:45,39 RN |
| | |            | |                                             | |            |
| 4×100 m mixt | Statele Unite ale Americii (USA) · Kathleen Baker (59,00) · Lilly King (1:05,70) · Dana Vollmer (56,00) · Simone Manuel (52,43) · Olivia Smoliga[b] · Katie Meili[b] · Kelsi Worrell[b] · Abbey Weitzeil[b] | 3:53,13    | Australia (AUS) · Emily Seebohm (58,83) · Taylor McKeown (1:07,05) · Emma McKeon (56,95) · Cate Campbell (52,17) · Madison Wilson[b] · Madeline Groves[b] · Brittany Elmslie[b]      | 3:55,00                                     | Danemarca (DEN) · Mie Nielsen (58,75) · Rikke Møller Pedersen (1:06,62) · Jeanette Ottesen (56,43) · Pernille Blume (53,21)                                    | 3:55,01 RE |
| | |            | |                                             | |            |
| 10 km maraton | Sharon van Rouwendaal · Olanda (NED) | 1:56:32,1  | Rachele Bruni · Italia (ITA) | 1:56:49,5                                   | Poliana Okimoto · Brazilia (BRA) | 1:56:51,4  |
| RA Record african \| AM Record american \| AS Record asiatic \| RE Record european \| OC Record oceanic \| RO Record olimpic \| RM Record mondial RN Record național\| SA Record sud-american | |            | |                                             | |            |

b Înotători care au participat doar în serii și au primit medalii.

## Clasament pe medalii
Legendă
  *   Țara-gazdă
| Loc   | Țară                       | Aur | Argint | Bronz | Total |
| ----- | -------------------------- | --- | ------ | ----- | ----- |
| 1     | Statele Unite ale Americii | 16  | 8      | 9     | 33    |
| 2     | Australia                  | 3   | 4      | 3     | 10    |
| 3     | Ungaria                    | 3   | 2      | 2     | 7     |
| 4     | Japonia                    | 2   | 2      | 3     | 7     |
| 5     | Olanda                     | 2   | 0      | 0     | 2     |
| 6     | Marea Britanie             | 1   | 5      | 0     | 6     |
| 7     | China                      | 1   | 2      | 3     | 6     |
| 8     | Canada                     | 1   | 1      | 4     | 6     |
| 9     | Italia                     | 1   | 1      | 2     | 4     |
| 10    | Suedia                     | 1   | 1      | 1     | 3     |
| 11    | Danemarca                  | 1   | 0      | 1     | 2     |
| 11    | Spania                     | 1   | 0      | 1     | 2     |
| 13    | Kazahstan                  | 1   | 0      | 0     | 1     |
| 13    | Singapore                  | 1   | 0      | 0     | 1     |
| 15    | Africa de Sud              | 0   | 3      | 0     | 3     |
| 16    | Rusia                      | 0   | 2      | 2     | 4     |
| 17    | Franța                     | 0   | 2      | 1     | 3     |
| 18    | Belgia                     | 0   | 1      | 0     | 1     |
| 18    | Grecia                     | 0   | 1      | 0     | 1     |
| 20    | Belarus                    | 0   | 0      | 1     | 1     |
| 20    | Brazilia*                  | 0   | 0      | 1     | 1     |
| Total | Total                      | 35  | 35     | 34    | 104   |